# رائحة القدم
رائحة القدم أو داء البروم هو نوع من رائحة الجسم التي تؤثر على أقدام البشر. تُعتبر أحيانًا رائحة كريهة، ولكن يمكن أيضًا أن تكون هدفًا للفتشية بالقدم، وبشكل أكثر تحديدًا كشكل من أشكال الشمية.
رائحة القدم أحد أكثر أشكال الشمية انتشارًا: في دراسة أجريت عام 1994 وجد أن 45% ممن لديهم صنم القدم قد أثاروا بسبب الجوارب و/ أو القدمين ذات الرائحة الكريهة، ولكن الأهم من ذلك هو شدة الرائحة التي تنتجها هذه البكتيريا. غالبًا ما تكون رائحة القدم ناتجة عن عرق القدم وتراكم البكتيريا، مما يؤدي إلى ظهور الرائحة الكريهة. يمكن أن تظهر الرائحة صفات متفاوتة حسب حالة القدمين.

## الأسباب
السبب الرئيسي هو عرق القدم (انظر أيضًا فرط التعرق البؤري). العرق نفسه عديم الرائحة. ومع ذلك فإنه يخلق بيئة مفيدة لنمو بكتيريا معينة وإنتاج مواد ذات رائحة. هذه البكتيريا موجودة بشكل طبيعي على بشرتنا كجزء من الميكروبات البشرية. ينتج الجزء الأمامي من القدم معظم العرق.
تتفاقم الرائحة بسبب عوامل تزيد التعرق، مثل ارتداء أحذية مغلقة من الأمام. غالبًا ما تكون الأحذية الرياضية مثل الأحذية الرياضية المبطنة بشدة من الداخل مما يوفر بيئة مثالية لاحتجاز الرطوبة والسماح للبكتيريا بالنمو. يمكن للجوارب أن تحبس شعر القدم، خاصة على أصابع القدم، وقد تساهم في زيادة كثافة الرائحة عن طريق زيادة مساحة السطح التي يمكن للبكتيريا أن تنمو عليها.[بحاجة لمصدر]
بالنظر إلى أن الجوارب تلامس القدمين مباشرة يمكن أن يؤثر تركيبها على رائحة القدم. توفر المواد الاصطناعية مثل البوليستر والنايلون تهوية أقل للقدم مقارنة بالقطن أو الصوف، مما يؤدي إلى زيادة التعرق والرائحة، على الرغم من أنها يمكن أن تقلل أيضًا من حدوث البثور عن طريق التخلص من العرق. يتم التعامل مع العديد من الجوارب الاصطناعية بمواد كيميائية للمساعدة في تقليل الرائحة.
يؤدي ارتداء الأحذية المغلقة (مثل أحذية الباليه وغيرها) بدون جوارب إلى تراكم العرق وخلايا الجلد الميتة والأوساخ والزيوت، مما يساهم بشكل أكبر في نمو البكتيريا.

## الوقاية والعلاج
يعد الحفاظ على نظافة القدم أفضل طريقة لمنع رائحة القدم لأنه يزيل البكتيريا المسببة للرائحة ويزيل خلايا الجلد الميتة وكذلك الدهون. يمكن استخدام مبرد القدم أو حجر الخفاف أو المعالجة الكيميائية، مثل حمض ألفا هيدروكسي الذي يحتوي على مستحضر قشر القدم لإزالة خلايا الجلد الميتة. استخدام الصابون المضاد للبكتيريا لغسل القدمين يوميًا. يمكن أن يساعد الحفاظ على جفاف القدمين عن طريق تغيير الجوارب يوميًا وارتداء القطن أو الصوف بدلاً من الألياف الاصطناعية في تقليل تراكم الرطوبة. يمكن أن يساعد أيضًا استخدام النعال الطبية ومسحوق القدم.
في بعض الحالات قد تكون هناك حاجة للتدخل الطبي لعلاج العدوى البكتيرية أو الفطرية بمضادات الجراثيم الموضعية أو مبيدات الفطريات.